# Lliga escocesa de futbol
La Lliga escocesa de futbol, anomenada en anglès Scottish Premiership, és la màxima competició del futbol escocès. La Premiership és hereva de l'antiga Scottish Premier League, tot i que la denominació actual neix el 2013 quan l'SPL i la Scottish Football League es van fusionar. Actualment la formen dotze equips.

## Clubs

### Equips participants de la temporada 2025-2026
| Club                   | Ciutat     | Estadi             | Capacitat |
| ---------------------- | ---------- | ------------------ | --------- |
| Aberdeen FC            | Aberdeen   | Pittodrie Stadium  | 20.866    |
| Celtic FC              | Glasgow    | Celtic Park        | 60.411    |
| Dundee FC              | Dundee     | Dens Park          | 11.775    |
| Dundee United FC       | Dundee     | Tannadice Park     | 14.223    |
| Falkirk FC             | Falkirk    | Falkirk Stadium    | 7.937     |
| Heart of Midlothian FC | Edimburg   | Tynecastle Park    | 19.852    |
| Hibernian FC           | Edimburg   | Easter Road        | 20.421    |
| Kilmarnock FC          | Kilmarnock | Rugby Park         | 17.889    |
| Livingston FC          | Livingston | Almondvale Stadium | 9.713     |
| Motherwell FC          | Motherwell | Fir Park           | 13.677    |
| Rangers FC             | Glasgow    | Ibrox Stadium      | 50.817    |
| St. Mirren FC          | Paisley    | St. Mirren Park    | 7.937     |

## Palmarès
Font:

### Scottish League (1890-93)
- 1890-91:  Dumbarton (1) /  Rangers (1)[2]
- 1891-92:  Dumbarton (2)
- 1892-93:  Celtic (1)

### Scottish League First Division (1893-1975)
- 1893-94:  Celtic (2)
- 1894-95:  Hearts (1)
- 1895-96:  Celtic (3)
- 1896-97:  Hearts (2)
- 1897-98:  Celtic (4)
- 1898-99:  Rangers (2)
- 1899-00:  Rangers (3)
- 1900-01:  Rangers (4)
- 1901-02:  Rangers (5)
- 1902-03:  Hibernian (1)
- 1903-04:  Third Lanark (1)
- 1904-05:  Celtic (5)
- 1905-06:  Celtic (6)
- 1906-07:  Celtic (7)
- 1907-08:  Celtic (8)
- 1908-09:  Celtic (9)
- 1909-10:  Celtic (10)
- 1910-11:  Rangers (6)
- 1911-12:  Rangers (7)
- 1912-13:  Rangers (8)
- 1913-14:  Celtic (11)
- 1914-15:  Celtic (12)
- 1915-16:  Celtic (13)
- 1916-17:  Celtic (14)
- 1917-18:  Rangers (9)
- 1918-19:  Celtic (15)
- 1919-20:  Rangers (10)
- 1920-21:  Rangers (11)
- 1921-22:  Celtic (16)
- 1922-23:  Rangers (12)
- 1923-24:  Rangers (13)
- 1924-25:  Rangers (14)
- 1925-26:  Celtic (17)
- 1926-27:  Rangers (15)
- 1927-28:  Rangers (16)
- 1928-29:  Rangers (17)
- 1929-30:  Rangers (18)
- 1930-31:  Rangers (19)
- 1931-32:  Motherwell (1)
- 1932-33:  Rangers (20)
- 1933-34:  Rangers (21)
- 1934-35:  Rangers (22)
- 1935-36:  Celtic (18)
- 1936-37:  Rangers (23)
- 1937-38:  Celtic (19)
- 1938-39:  Rangers (24)
- 1940-46: no es disputà
- 1946-47:  Rangers (25)
- 1947-48:  Hibernian (2)
- 1948-49:  Rangers (26)
- 1949-50:  Rangers (27)
- 1950-51:  Hibernian (3)
- 1951-52:  Hibernian (4)
- 1952-53:  Rangers (28)
- 1953-54:  Celtic (20)
- 1954-55:  Aberdeen (1)
- 1955-56:  Rangers (29)
- 1956-57:  Rangers (30)
- 1957-58:  Hearts (3)
- 1958-59:  Rangers (31)
- 1959-60:  Hearts (4)
- 1960-61:  Rangers (32)
- 1961-62:  Dundee (1)
- 1962-63:  Rangers (33)
- 1963-64:  Rangers (34)
- 1964-65:  Kilmarnock (1)
- 1965-66:  Celtic (21)
- 1966-67:  Celtic (22)
- 1967-68:  Celtic (23)
- 1968-69:  Celtic (24)
- 1969-70:  Celtic (25)
- 1970-71:  Celtic (26)
- 1971-72:  Celtic (27)
- 1972-73:  Celtic (28)
- 1973-74:  Celtic (29)
- 1974-75:  Rangers (35)

### Scottish Football League Premier Division (1975-98)
- 1975-76:  Rangers (36)
- 1976-77:  Celtic (30)
- 1977-78:  Rangers (37)
- 1978-79:  Celtic (31)
- 1979-80:  Aberdeen (2)
- 1980-81:  Celtic (32)
- 1981-82:  Celtic (33)
- 1982-83:  Dundee Utd (1)
- 1983-84:  Aberdeen (3)
- 1984-85:  Aberdeen (4)
- 1985-86:  Celtic (34)
- 1986-87:  Rangers (38)
- 1987-88:  Celtic (35)
- 1988-89:  Rangers (39)
- 1989-90:  Rangers (40)
- 1990-91:  Rangers (41)
- 1991-92:  Rangers (42)
- 1992-93:  Rangers (43)
- 1993-94:  Rangers (44)
- 1994-95:  Rangers (45)
- 1995-96:  Rangers (46)
- 1996-97:  Rangers (47)
- 1997-98:  Celtic (36)

### Scottish Premier League (1998-2013)
- 1998-99:  Rangers (48)
- 1999-00:  Rangers (49)
- 2000-01:  Celtic (37)
- 2001-02:  Celtic (38)
- 2002-03:  Rangers (50)
- 2003-04:  Celtic (39)
- 2004-05:  Rangers (51)
- 2005-06:  Celtic (40)
- 2006-07:  Celtic (41)
- 2007-08:  Celtic (42)
- 2008-09:  Rangers (52)
- 2009-10:  Rangers (53)
- 2010-11:  Rangers (54)
- 2011-12:  Celtic (43)
- 2012-13:  Celtic (44)

### Scottish Premiership (2013-actualitat)
- 2013-14:  Celtic (45)
- 2014-15:  Celtic (46)
- 2015-16:  Celtic (47)
- 2016-17:  Celtic (48)
- 2017-18:  Celtic (49)
- 2018-19:  Celtic (50)
- 2019-20:  Celtic (51)
- 2020-21:  Rangers (55)
- 2021-22:  Celtic (52)
- 2022-23:  Celtic (53)
- 2023-24:  Celtic (54)
- 2024-25:  Celtic (55)